# Lareiga subdentata
Lareiga subdentata är en stekelart som först beskrevs av Heinrich 1934.  Lareiga subdentata ingår i släktet Lareiga och familjen brokparasitsteklar. Inga underarter finns listade i Catalogue of Life.